# Pedicularis rainierensis
Pedicularis rainierensis es una especie de planta herbácea de la familia Orobanchaceae, anteriormente clasificada en las escrofulariáceas.

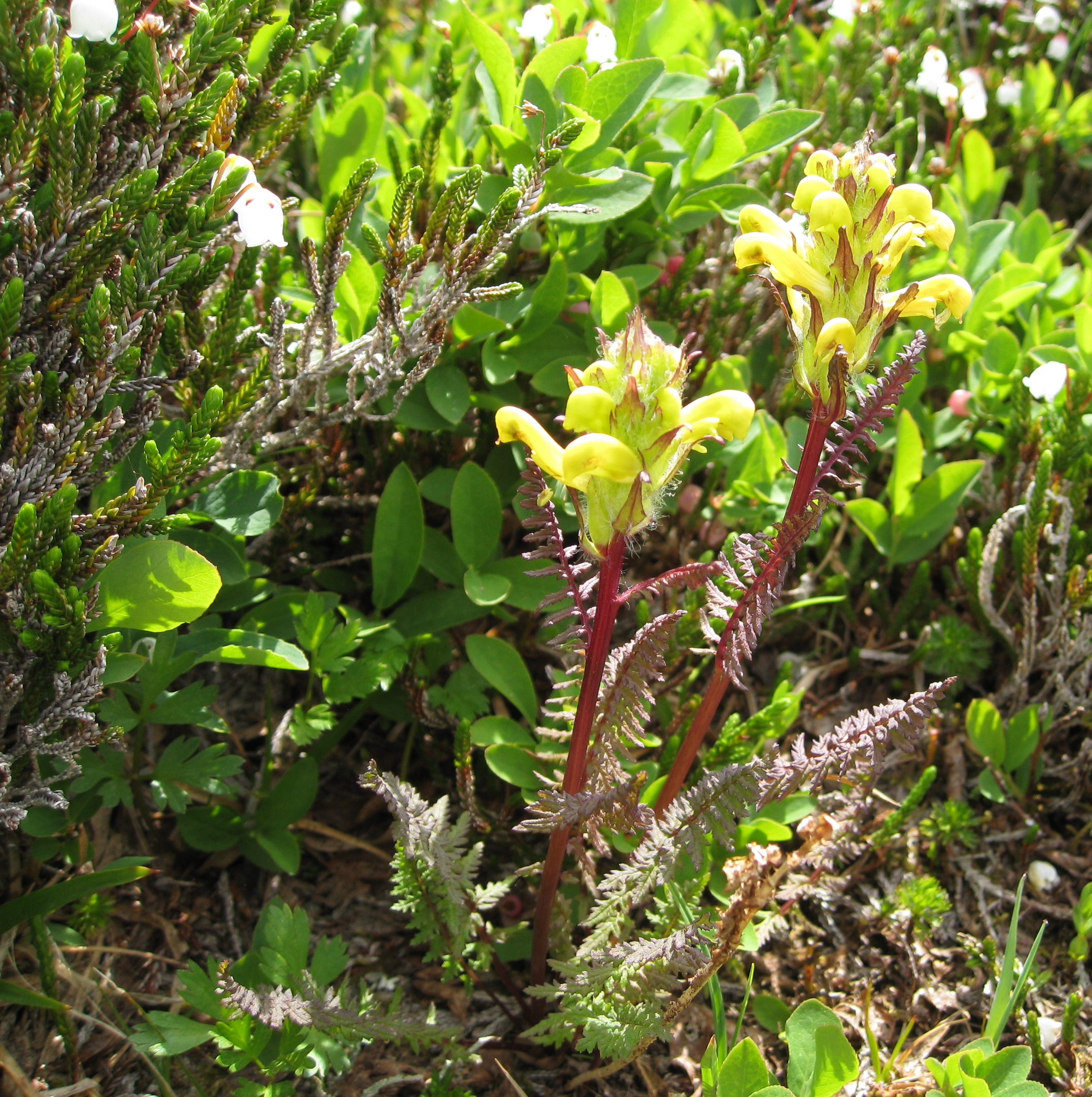
Vista de la planta

## Distribución
Es endémica de las inmediaciones de Monte Rainier en el estado de Washington.

## Taxonomía
Pedicularis rainierensis fue descrita por Pennell and F.A.Warren y publicado en Bulletin of the Torrey Botanical Club 55(6): 317–318. 1928.
Etimología
Pedicularis: nombre genérico que deriva de la palabra latína pediculus que significa "piojo", en referencia a la antigua creencia inglesa de que cuando el ganado pastaba en estas plantas, quedaban infestados con piojos.
rainierensis: epíteto geográfico que alude a su localización en el Monte Rainier.